# Нерюктяйинск 2-й
Нерюктяйинск 2-й — село в Олёкминском районе Республики Саха (Якутия) России. Административный центр муниципального образования Нерюктяйинский 2-й наслег.
Население составляет 657 чел. (2021).

## География
Село расположено в юго-западной части Якутии, в пределах левобережной части долины реки Лены, в 37 километрах от Олёкминска.
Село Нерюктяйинск-2 с севера граничит с отдаленным участком Тегень и Сунтарским районом. Дорог, соединяющих непосредственно населенные пункты двух районов, нет. С запада наслег граничит с Нерюктяйинским 1-м наслегом, с востока граничит с Абагинским наслегом, с которыми соединен насыпной грунтовой дорогой, с юга территория наслега омывается водами р. Лена, её многочисленными протоками.

## История
В своей книге «Нееруктээйи уйэлэр кирбиилэригэр (Нерюктяйцы на рубеже веков)» ветеран педагогического труда, учитель-краевед Капитонов Михаил Егорович пишет о том, что "Русские ученые Г. Ф. Миллер, И. Е. Фишер, также якутские ученые Г. В. Ксенофонтов (в своей книге «Ураанхай сахалар») и Г. Г. Колесов, С. Г. Потапов (в книге «Карта распространения этнических групп населения племен и родов Сибири в 17 веке») пишут, что наши предки испокон веков жили вокруг озера Байкал. Их было около 100 А5а ууhа, объединённых в одну общину «Нееруктээйи бииhэ». Примерно в 12 веке, спасаясь от нашествия бурятов и монголов, они отправились по реке Лена на север. Когда плыли против течения Лены, часть «Нееруктээйи А5а ууhа» остановились и обосновались на ленской и олекминской землях. Часть остановились напротив долины Туймаада и обосновались на местности Ой-Бэс (примечание: ныне село Павловское). Остальные пошли дальше через Туймааду и поселились в Вилюйском улусе на земле Бордонцев. В 1846 году основали 2-Нерюктяйинский наслег. Впоследствии переселись в Сунтарский улус. В 1899 году на Хочинской земле (находилась в Сунтарском улусе) образовали 1-Нерюктяйинский наслег. По гипотезам этих ученых слово Неерукmээйи тесно связано со словом Нерикт. Они считают, что основа этих слов произошла от эвенкийского слова Нерю (Нерикт) — хариус.
Согласно Закону Республики Саха (Якутия) от 30 ноября 2004 года N 173-З N 353-III село возглавило образованное муниципальное образование Нерюктяйинский 2-й наслег.

## Население
| 2002 | 2010 | 2021 |
| ---- | ---- | ---- |
| 817  | ↗832 | ↘657 |

Национальный состав
Согласно результатам переписи 2002 года, в национальной структуре населения русские составляли 63 % от 817 чел..

## Инфраструктура
- Памятник павшим воинам в Великой Отечественной войне.

## Транспорт
Автомобильный транспорт.
Стоит на автотрассе «98К-003 Умнас».